# Белый амур
Белый амур (лат. Ctenopharyngodon idella) — вид лучепёрых рыб семейства карповых, единственный вид рода Ctenopharyngodon. Максимальная длина тела 150 см. Пресноводная растительноядная рыба. Естественный ареал расположен в Восточной Азии в бассейне реки Амур и равнинных реках Китая. Интродуцирован во многие страны мира. Ценная промысловая рыба. Занимает первое место в мире по объёмам товарного выращивания и добычи.

## Таксономия и этимология
Белый амур впервые описан в 1844 году французским зоологом, ихтиологом и малакологом Ашилем Валансьеном (фр. Achille Valenciennes (1794—1865) в 17-м томе «Histoire naturelle des poissons» («Естествознание рыб») под латинским биноменом Leuciscus idella.
В 1866 австрийский зоолог Франц Штейндахнер выделил отдельный род Ctenopharyngodon, в который был помещён данный вид.
Родовое латинское название образовано от греч. Χτένα — «гребень», греч. Φάρυγγα — «глотка» и греч. ẟόντι — «зуб», что отражает наличие глоточных зубов, расположенных в форме гребёнки. Видовое название, по-видимому, происходит от др.-греч. ἰδίως — «характерный, особенный».

## Описание
Тело удлинённое, цилиндрической формы, почти не сжатое с боков, покрыто крупной чешуёй. Голова широкая с конечным ртом. Рыло очень короткое, его длина равна или меньше диаметра глаза. Рот небольшой, задний край верхней челюсти доходит до вертикали, проходящей через начало орбиты глаза. Подбородочного усика нет. На жаберной крышке есть радиальные полоски. Жаберных тычинок на первой жаберной дуге 12. Глоточные зубы, расположенные на последней жаберной дуге, — двухрядные. Зубная формула 2,5-5,2 (иногда 2,4-4,2), то есть на левой стороне дуги в одном ряду 2 зуба, а во втором — 5 зубов; на правой стороне в одном ряду 5, а в другом — 2 зуба. Глоточные зубы зазубренные, на жевательной поверхности небольшая продольная борозда. Начало основания спинного плавника находится на вертикали, проходящей перед основанием брюшных плавников. В спинном плавнике 3 жёстких и 7—8 мягких лучей. В анальном плавнике 3 колючих и 7—8 мягких лучей. Брюшные плавники короткие, их окончания не доходят до анального отверстия. Хвостовой плавник с небольшой выемкой. В боковой линии 37—45 чешуй.
Спина окрашена в зеленоватый или жёлто-серый цвет, бока серебристые или золотистые, брюхо беловатое или светло-золотистое. По краю каждой чешуйки на спине проходит тёмная полоска. Спинной и хвостовой плавники тёмные, остальные плавники светлые. Радужная оболочка глаза золотистая. Брюшина тёмно-коричневая.
Максимальная длина тела 150 см, обычно до 1 м; максимальная масса тела 45 кг.

## Биология
Пресноводная рыба. Обитает в крупных реках, озёрах, водохранилищах; может заходить в слабосолёные эстуарии.

### Питание
Молодь белого амура питается ракообразными и коловратками. Но уже после достижения длины 3 см переходит на питание растительностью. Взрослые особи белого амура питаются преимущественно высшей растительностью. При повышении уровня воды в водоёме переходят на питание наземной растительностью, заливаемой водой. При низком уровне воды предпочитают погружённые макрофиты. В небольшом количестве в рационе встречаются мелкие животные организмы.

### Размножение
Достигают зрелости в возрасте от одного до одиннадцати лет в зависимости от региона. В северных районах ареала это происходит намного позже, чем в тропических районах. Самцы обычно созревают на год раньше самок. В бассейне Амура самки становятся половозрелыми при длине тела 68—75 см и массе 6—7 кг в возрасте 9—10 лет. На юге Китая созревание наступает в возрасте 3—5 лет при массе тела 4—6 кг. Самое раннее созревание наблюдается в Индии и на Кубе.
В нерестовый период у белого амура проявляется половой диморфизм. У самцов появляется так называемая жемчужная сыпь в виде бугорков из ороговевшего эпителия на спинном и грудных плавниках. Иногда бугорки есть и на верхней лопасти хвостового плавника. Бывает, что и у самок на короткое время появляются подобные бугорки, но они слабо выражены. Анальное отверстие набухает и становится розовым.
В реках Китая нерестятся весной и летом с апреля до августа с пиком в конце мая — июне при температуре 17—27 °С (чаще при 20—24 °С). В Амуре нерест наблюдается в июне — июле. На нерест поднимаются вверх по течению на 100 км и более во время паводков. Икра диаметром 2—2,5 мм вымётывается в толщу воды в вечерние и утренние часы в периоды подъёма уровня воды. За счёт оводнения в икринках расширяется перивителлиновое пространство, и диаметр каждой из них увеличивается до 5—6 мм. Плодовитость зависит от возраста и размера самок и варьируется от 237 тысяч икринок у самок в возрасте 7 лет и длиной 67,5 см до 1687 тысяч икринок у особей в возрасте 15 лет длиной 96 см. Икринки несколько тяжелее воды, полупелагические. В водотоках с медленным течением опускаются на дно. На быстротекучих водах икринки сносятся вниз по течению. Продолжительность эмбрионального развития зависит от температуры воды и при 22—26 °С составляет от полутора до двух суток. Через 8 дней после вылупления желточный мешок полностью рассасывается, и личинки переходят на экзогенное питание.

## Распространение
Естественный ареал белого амура — Восточная Азия. Распространён в среднем и нижнем течении Амура, в равнинных реках Китая и северного Вьетнама. Основные нерестилища расположены в реке Уссури, Сунгари, в озере Ханка, в равнинных реках Китая.
Акклиматизирован на Волге (в нижнем течении), на Дону (в среднем и нижнем течении), в Днепро-Бугском лимане, в ряде озёр, средних и малых рек Евразии и Северной Америки, выращивается в коммерческих целях в искусственных водоёмах. Воспроизводство в местах акклиматизации осуществляется искусственно.

## Взаимодействие с человеком
Мировые уловы белого амура в естественных водоёмах довольно малы и составляли в 2000 году всего 16 тысяч тонн. В это же время уловы РФ не превышали 100 т. Промысел ведётся закидными неводами, плавными и ставными сетями.
С другой стороны, белый амур занимает ведущее место в пресноводной аквакультуре. С древних времен в Китае разводили карпа. В VII веке к власти пришла династия Тан (618—904 гг. н. э.). Имя императора по звучанию совпадало с китайским произношением названия карпа. И император запретил разведение и продажу карпа по всей стране. Китайским фермерам пришлось искать замену этому виду. Были выбраны белый и чёрный амуры, белый и пёстрый толстолобики, поскольку в бассейнах рек Янцзы и Чжуцзян молодь этих видов рыб была наиболее доступным посадочным материалом. Объёмы выращивания были относительно невелики из-за зависимости от отлова молоди из естественных местообитаний. Только в XX веке была разработана биотехника содержания маточного стада и получения потомства в искусственных условиях. Белого амура интродуцировали в 50 стран Азии, Европы, Африки, Северной и Южной Америки для целей рыбоводства и контроля за зарастанием водоёмов. С 1950-х годов начинается бурное развитие товарного выращивания белого амура. В 1950 году мировое производство выращиваемого на фермах белого амура составляло всего 10 тысяч тонн, к 1972 году достигло 100 000 тонн, а к 1990 году превысило 1 млн тонн. В 2016 году вырастили более 6 млн тонн. Белый амур занял ведущее место в пресноводной аквакультуре. Лидером товарного выращивания белого амура является Китай.
| Год                            | 2008 | 2009 | 2010 | 2011 | 2012 | 2013 | 2014 | 2015 | 2016 |
| Продукция аквакультуры, тыс. т | 3798 | 4184 | 4362 | 4660 | 5018 | 5228 | 5539 | 5839 | 6068 |

В 1960-х годах белый амур был акклиматизирован в европейской части СССР. В настоящее время является объектом рыбоводства на Украине, в России, США, Казахстане (река Или, озеро Балхаш) и многих европейских странах.
Разведение белого амура совместно с карпом повышает эффективность рыбоводства, поскольку они не конкурируют за корм.